# Nödbroms

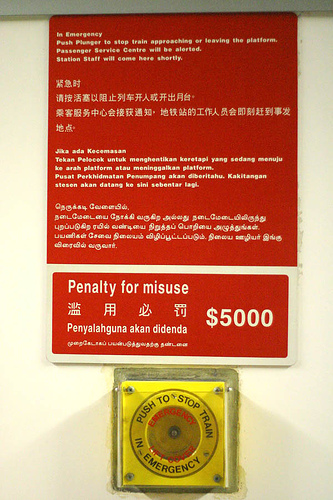
Nödbromsknapp för passagerarna. Böter för missbruk 5000 SGD=27000 kr

Nödbroms är en bromsstrategi för spårtrafik. Det innebär att man i nödsituationer bromsar så hårt som möjligt.
Som princip ska alla hjul på järnvägsfordon ha broms, för att göra bromssträckan så kort som möjligt vid nödbroms. På en del tåg, och det är i Sverige krav vid tillåten hastighet över 160 km/h, finns det magnetskenbroms, ett speciellt system som ger extra hård inbromsning.
Nödbromsning kan vara farlig, eftersom passagerare kan ramla och väskor ramla ner och liknande. Om föraren glömmer att bromsa griper ATC-systemet in och bromsar, dock inte nödvändigtvis med nödbroms. Om en bil står på en järnvägsövergång nödbromsar föraren, men i högre farter kan tåget inte bromsa på förarens siktsträcka.
Det finns normalt möjlighet för passagerare att aktivera nödbroms via en knapp eller liknande. Anledning till det kan vara att någon fastnat i dörren eller en brand brutit ut.
Det finns i nya tåg nödbromsöverbryggning, att föraren tillfälligt kan hindra nödbromsningen om det skett i en tunnel, där det är olämpligt att stanna.
Nödbromsning av äldre passagerartåg (loktåg) ger ungefär 1,1 m/s² inbromsning. Då blir bromssträckan ungefär:
- 160 km/h 1100 m
- 100 km/h 500 m

Nya passagerartåg, med magnetskenbroms kan ge kring 0,3 m/s² extra, vilket ger:
- 200 km/h 1150 m

Godståg har ungefär 0,7 m/s², vilket ger följande bromsträckor:
- 100 km/h 800 m
- 50 km/h 250 m

En bil har med bra däck och torr asfalt ungefär 8 m/s² inbromsning, vilket vid 100 km/h ger 50 m och vid 160 km/h 130 m. Våt asfalt ger dock betydligt sämre inbromsning.